# Microstomus shuntovi
Microstomus shuntovi is een straalvinnige vissensoort uit de familie van schollen (Pleuronectidae). De wetenschappelijke naam van de soort is voor het eerst geldig gepubliceerd in 1983 door Borets.